# Franz Jalics
Franz Jalics (izg.: Franc Jálič; nemško Franz Jalics; madžarsko Jálics Ferenc; špansko Francisco Jalics); *16. november 1927 (Budimpešta, Madžarsko kraljestvo) †13. februar 2021 (Budimpešta, Madžarsko je bil jezuitski duhovnik, akademik in duhovni pisatelj madžarsko-nemške narodnosti.

## Življenjepis

### Družina
Franc je potomec znamenite plemiške družine Jálics (izg.: Jálič). Njegov oče je bil Kálmán Jálics (1893–1950), veleposestnik iz Gyála, mati pa Izabella r. Fricke (1902–2004) iz vasi Ópusztaszer-a, ki se je do 1974 imenovala Sövényháza. Očetovi predniki, ki so bili rodom iz današnje Ukrajine, so prejeli plemiški naslov od avstrijskega cesarja Franca I. 23. novembra 1795.

Franc se je rodil 1927 v Budimpešti kot drugorojenec. Starša sta dala življenje desetim otrokom, od katerih je eden že zgodaj umrl; odraščali pa so na posestvu v Gyálu. Odločilno vlogo v verskem življenju je imela mati, kar potrjuje sam Franc, ki njeno vlogo omenja ob svoji 90-letnici:
| Ki tanított téged legelőször imádkozni? | Kdo te je najprej učil moliti? |
| --- | --- |
| „– Édesanyám. Amikor gyerekek voltunk, minden este összegyűltünk a kis házioltárunknál, és együtt elmondtunk egy Miatyánkot, egy Üdvözlégyet… Előtte azonban édesanyánk mindegyikünkkel külön-külön nagyon komolyan elbeszélgetett, hogy volt-e valami engedetlenség az életünkben. Apánk katonatiszt volt, és hát tízen voltunk gyerekek, nagyon fontos volt, hogy szót fogadjunk. Én ezeken az estéken sokat kérdezgettem édesanyámat vallásos dolgokról is, és nagyon sokat tanultam így tőle.” | »– Moja mama. Ko smo bili otroci, smo se vsak večer zbirali pri našem domačem oltarčku in skupaj zmolili Očenaš in Zdravamarijo ... Pred tem pa se je mama z vsakim od nas posebej zelo resno pogovorila, da bi ugotovila, ali smo storili čez dan kaj narobe. Naš oče je bil vojaški častnik in bilo nas je deset otrok, zato je bilo zelo pomembno, da smo drug drugega poslušali. Med temi večeri sem mamo veliko spraševal o verskih zadevah in se od nje veliko naučil.« |

Mati je bila dobro podkovana v krščanskem nauku, saj se je šolala pri nunah Presvetega Srca (de Sacré-Cœur) v Budimpešti, ki so živele po duhovnosti svetega Ignacija. Svojih otroških let pa se je Jalič rad spominjal še iz drugih razlogov. 
V času Francovega rojstva je Gyál (kot Szőlősgyál) imel veliko manj hiš, pa veliko več zelenja in vinogradov kot danes. Jaličeva družina je pridelovala daleč naokoli priznano vino v lastnem vinogradu, ki ga je zasadil še Francov prednik Géza Jálics, ki je dal sezidati tudi prostorno graščino z urejenim parkom in kletjo. Franc se je najrajši spominjal svojih številnih bratov in sester, s katerimi se je v otroštvu lahko brezskrbno igral: 
| Jálics Ferenc gyermekkora | Otroštvo Franca Jaliča |
| --- | --- |
| „Tízen voltunk testvérek, én vagyok a második. Nagyon örültem a testvéreimnek, ahogy jöttek sorban, és hogy sokan voltunk. Apámnak volt egy gazdasága, benne egy szép kastély és egy park, és az nekünk egy paradicsom volt. Rengeteget tudtunk játszani, volt egy nagy medence, amiben nyáron úszkálhattunk. Nagyon szép gyerekkorom volt, és hogy ennyien együtt lehettünk, azt hiszem, ez nagyon szép volt.” | »Bilo nas je deset bratov in sester; jaz sem drugi. Bil sem zelo vesel svojih bratov in sester, saj so prihajali zaporedoma in da nas je bilo veliko. Moj oče je imel kmetijo s čudovitim gradom in parkom, in to je bil za nas raj. Lahko smo se veliko igrali, bil je velik bajer, v katerem smo se lahko poleti kopali. Imel sem zelo lepo otroštvo in mislim, da je bilo najlepše prav to, da nas je bilo toliko skupaj.« |

### Šolanje in poklic
Na očetovo željo je že zgodaj v Kőszegu vstopil v vojaško šolo, nadaljeval v od madžarskih oblasti zasedenem Moriškem Novem trgu in postal častniški pripravnik. Proti koncu druge svetovne vojne so ga kot sedemnajstletnika poslali v Nürnberg, kjer je reševal ranjence zaradi zavezniškega bombardiranja. Prelomni trenutek v njegovem življenju je nastopil ravno med zračnimi napadi, ko ga je v kletnem zaklonišču obšla smrtna groza in občutek popolne nemoči: "Kar sem doživel tam, mi je popolnoma spremenilo življenje; spoznal sem namreč, da ima življenje globlji pomen, celo neodvisen od smrti. To je postalo merilo vsega in kompas mojega življenja."
Med Drugo svetovno vojno je njegova družina morala pobegniti z domačega ognjišča. Po vrnitvi so ugotovili, da so sovjetski osvoboditelji vse izropali in uničili, njegovega očeta pa so pozneje tudi zastrupili. Njegova mati in osem bratov in sester so se vrnili takorekoč brez vsega in v cunjah. Zbrali so se v grajski kleti in molili zlasti za tiste, ki so jih oropali ter jim umorili očeta. Vsem so želeli le dobro in jim vse odpuščali. Zahvaljujoč taki odpuščajoči ljubezni Franc nikoli ni čutil zamere do svojih sovražnikov in je kmalu začutil duhovni poklic.
1946 se je tudi on vrnil na Madžarsko, kjer je diplomiral; oče ni več nasprotoval in tako je 1947 lahko vstopil v Družbo Jezusovo. Dve leti pozneje je morala pod komunističnim pritiskom cela družina zapustiti državo; izselil se je tudi on in predstojniki so mu omogočili nadaljevanje študija s številnimi drugimi mladimi jezuiti. Filozofijo je študiral v Nemčiji in Belgiji. Od 1950 je študiral jezike in književnost v Pullachu im Isartal blizu Münchna. 1954 je diplomiral iz filozofije na belgijski Katoliški univerzi v Leuvenu, nato pa je opravil dvoletno prakso na jezuitski srednji šoli v Monsu v južni Belgiji.

## Delovanje
1956 so ga poslali predstojniki v Čile; naslednje leto je nadaljeval študij bogoslovja v Buenos Airesu, kjer je 1959 prejel duhovniško posvečenje; nato je v Argentini postal bogoslovni profesor ter spiritual mladih jezuitov. 
Leto dni je preživel v Argentinski Kordovi, nato pa je na jezuitski teološki fakulteti v San Miguelu poučeval dogmatiko in osnovno teologijo. 1963 je postal spiritual tamkajšnjih jezuitskih študentov, vključno s Jorgejem Mariom Bergogliom, ki je 2013 postal papež Frančišek. V tem času je začel dajati tudi tečaje duhovnih vaj. 1966 je doktoriral iz bogoslovja; začel je poučevati na Katoliškima univerzama v Salvadorju in Buenos Airesu. Svoje prve knjige: Vera naših bratov, Učenje molitve in Razvijanje svoje vere je takrat napisal v španščini.

### Delovanje v barakarskem naselju
1974 se je z jezuitskima tovarišema Orlandom Jorijem in Luisom Dourrónom preselil v barakarsko naselje "Bajo Flores", da bi delil življenje z najrevnejšimi. Ta korak so storili z dovoljenjem svojih nadrejenih, ki sta bila takratni buenosaireški nadškof Juan Carlos Aramburu in jezuitski provincijal Jorge Mario Bergoglio. 
Ko so se decembra 1975 pojavila obrekovanja, da duhovnika sodelujeta s komunističnimi gverilci, sta zaprosila svojega provincijala Bergolja, naj oblast prepriča o nasprotnem. Po Bergoljevem poročilu je prišlo na dan, da so vsi trije na vojaškem seznamu iskanih oseb. Zato jim je postavil ultimat: naj zapustijo revno barakarsko naselje in se preselijo v jezuitsko redovno skupnost. Nato so zaprosili za odpustitev iz Družbe Jezusove, kar je bilo za Jorija in Durona sprejeto 19. marca 1976. Ker pa je Jalič napravil že večne zaobljube, je bila njegova prošnja zavrnjena. Po tem jih ni hotel sprejeti noben škof prestolniškega območja. Bergoglio je o zadevi kasneje razpravljal z ravnateljem katoliškega bogočastja (Culto Católico de la Cancillería) Anzelmom Orcoyenom.. 24. marca 1976 pa je vojaška hunta izvedla državni udar, za katerega menijo, da je bil eden najmračnejših dogodkov v zgodovini Argentine in ena najkrvavejših med diktaturami Latinske Amerike.

### Ugrabitev in Jezusova molitev
Maja 1976 so desničarji izvedli državni udar. Kljub Bergoljevemu opozorilu, da morajo nemudoma zapustiti barakarsko naselje in nepričakovani razpustitvi skupnosti - sta se Jalič in Jorio zaradi nujnih dejavnosti obotavljala. Medtem so ju ugrabili marinci: Franca kot domnevnega ruskega vohuna - ker je bil iz Budimpešte - njegovi predniki pa iz Ukrajine v takratni Sovjetski zvezi -, Orlanda pa kot levičarskega terorista. Po petih dneh so sicer ugotovili, da nista izvajala nobenih nasilnih protivladnih dejavnosti in jima obljubili izpustitev, vendar so ju pridržali še več kot pet mesecev z zvezanimi udi in vrečami čez glavo.
Jaliča je torej 23. maja 1976 skupaj z njegovim spremljevalcem Jorijem in s šestimi drugimi farnimi sodelavci ugrabilo 300 do zob oboroženih vojakov. Zakrili so mu oči s kapuco, mu roke zvezali na hrbtu in ga vrgli na tla, da se je skoraj zadušil in se potem komaj premikal. Po petih dneh preživetih v tem mučnem položaju so ga odpeljali v hišo, kjer so mu zvezali roke spredaj, da bi se lažje gibal. Ostala sta sama in so jima ugrabitelji ter mučitelji rekli, da so se prepričali o njuni nedolžnosti in da ju bodo konec tedna izpustili, do česar pa ni prišlo. Teden se je začenjal poln tesnobe in strahu, a proti soboti se je zbujalo upanje – ki pa se ni nikoli uresničilo. Skozi pet mesecev sta ostala vklenjena in oslepljena med jokom in obupom, a sta vendar molila zlasti za ugrabitelje, pa tudi premišljevala o smislu življenja. Drugih svojih ugrabljenih sodelavcev pa nista nikoli več videla, ker so "izginili".
To obdobje je odločilno vplivalo na Jalicsevo nadaljnje življenje: tukajšnje izkušnje so ga spodbudile na razvoj premišljevalnih duhovnih vaj, ki so od takrat postale vir povezanosti z Bogom za cele rodove: »Že leta molimo Jezusovo molitev. Zdaj, v teh petih mesecih, sem lahko preizkusil, kaj v praksi pomeni ne obupati v tako ranljivih razmerah, ampak biti pozoren na Božjo navzočnost.« Pozneje sta zvedela, da sta od šest tisoč ljudi, ki so jih takrat odpeljali "odredi smrti", preživela le onadva; Jalič pripisuje svojo rešitev prav tej stalni molitvi in vdanosti v Božjo voljo. 
Med opravljanjem karitativne dejavnosti v najrevnejši buenosaireški soseski 1976 med Umazano vojno so namreč Fanca Jaliča in Orlanda Jorija 23. maja 1976 ugrabili pripadniki mornarice, ju odpeljali v neznano smer in ju imeli ujeta skoraj pol leta. Pisno je bil o tem obveščen tudi jezuitski vrhovni predstojnik v Rimu, general Pedro Arrupe. Jaličeva sodelavca sta bila tik pred tragičnimi dogodki izgnana iz reda in tudi zapustila Družbo Jezusovo. Ker sta bila sedaj prepuščena sama sebi in nevarnim razmeram, ju je skušal rešiti kljub neugodnemu predstojnikovemu poročilu o njima salezijanski škof Raspanti, ki je kljub tveganju skril takorekoč pod svoj plašč že nekaj duhovnikov. Tam se jih huntini izsledniki niso upali iskati; ni mu pa tega uspelo z Jaličem in Jorijem, ker so ju ugrabili že 23. maja. Ta škof je bil do vseh duhovnikov in pastoralnih delavcev, tudi do tistih, ki se zaradi bolj svobodomiselnih pogledov z njimi ni stinjal, kot koklja, ki zavaruje svoja piščeta s svojimi perutmi ne glede na njihovo barvo. Glede jezuitov pri tem ni bil uspešen, ker so ga marinci prehiteli.
Joria je po daljšem času sprejel neki južnoameriški škof, Jalič pa je kot "clericus vagus" brez inkardinacije bil prisiljen iskati zavetja pri rodni sestri Mariji v Clevelandu v ZDA.
Pozneje jima je bila ponujena možnost vrnitve, ki pa je Jorio in Duron nista izkoristila.

### Sodelovanje in obžalovanje
Ko je bil 2005 izvoljen za papeža Benedikt XVI., so občila postavljala vprašanje o njegovem članstvu v Hitlerjugendu; podobno 2013 – ko je bil izvoljen za papeža Frančišek – glede njegove vloge za časa vladanja vojaške hunte. Po poročanju BBC Munda so se tovrstne obtožbe zaradi njegovega odnosa do takratne diktature, ki jo je sprva vodil general Jorge Videla, okrepile, ko ga je argentinski časopis Página 12 leta 2010 obtožil sodelovanja s takratnimi oblastmi.
Bergolju je prvi očital povezavo z argentinsko diktaturo že leta 1999 časnikar Verbitsky v vrsti člankov, ki jih je pozneje zbral v knjigi "El Silencio" ("Tišina") in sicer v zvezi z obtožbo, da ni storil vsega, kar je bilo v njegovi moči, da bi ugrabljenima duhovnikoma - urugvajskemu Joriju in madžarskemu Jaliču – pomagal k rešitvi iz ujetništva. 2005 je Verbitsky objavil v španščini to sporno knjigo, ki povzema njegovo raziskavo odnosov med argentinsko Cerkvijo in vojaško hunto v letih 1976 do 1983 (po nekaterih do 1982). Sam naslov je dvoumen: najprej pomeni ime otoka, na katerem so bili zlostavljani preganjanci v tem obdobju; v prenesenem smislu pa se nanaša na "tišino", ki je glede teh hudodelstev vladala v najvišjih argentinskih cerkvenih krogih, vključno s takratnim kardinalom in buenosaireškim nadškofom Aramburujem, kakor tudi z jezuitskim provincijalom Bergoljem. 
Knjiga objavlja tudi pismo iz leta 1979, ki ga je na Bergolja naslovil takratni tajnik za bogoslužje Anselmo Orcoyen; v njem navaja, da mu je podatke o duhovniku Franciscu Jálicsu – »razkrojne dejavnosti« in »sumljivih gverilskih stikov« – posredoval Bergoglio sam. Ta listina sicer ne potrjuje kardinalovih dejanj v zvezi z ugrabitvami, vendar beleži njegovo „glasno razmišljanje o zadevnih duhovnikih“. 
Bergoglio po nekaterih virih 1976 torej ni le podpiral vojaške hunte, temveč je imel z njo tudi neposredno povezavo, kar je privedlo do prijetij, zapiranj, mučenj in izginotij katoliških duhovnikov in laikov – zagovornikov osvobodilne teologije. Medtem ko sta bila duhovnika Francisco Jalics in Orlando Yorio pet mesecev pozneje izpuščena, je šest drugih z njihovo župnijo povezanih sodelavcev kratkomalo "izginilo". V zvezi s temi dogodki je 2005 varuhinja človekovih pravic Myriam Bregman vložila kazensko ovadbo zoper kardinala Bergolja zaradi suma o povezanosti z ugrabitvijo jezuitskih duhovnikov; nekaj let pozneje pa so ga tudi preživeli obtožili sokrivde pri ugrabitvi duhovnikov ter šestih pogrešanih faranov, med katerimi so bili štirje veroučitelji. Po izpustitvi je tudi Yorio obtožil Bergoglia, da je njih osmero izročil odredom smrti; medtem ko Jalics obtožbe iz samote nemškega samostana ni želel komentirati. 
Za primero pa skoraj v istem obdobju za časa vladanja vojaške hunte v Čilu (1973-1990) salezijanski kardinal Silva ni molčal, ampak je stalno javno opozarjal na morebitne kršitve človekovih pravic ter na ta način uspešno omilil obračunavanje z nasprotniki in drugače mislečimi. Morebiti je bilo prav zato v Čilu število žrtev "samo" okrog 3000 - kjer je vojaška hunta bila na oblasti 1973-1990 -, medtem ko je bilo število "izginulih" v Argentini - kjer je podobna hunta vladala 1976-1983 - desetkrat večje; v povojni Jugoslaviji - kjer Cerkev ni imela nobene besede - pa je bilo morebiti samo v 17 mesecih število žrtev komunistične strahovlade celo stokrat večje kot v Čilu skozi 17 let.
Občasno se je kardinal Silva neustrašeno oglašal v zvezi z nekaterimi neustreznimi potezami nove oblasti. Kot izkušen diplomat in prepričan kristjan, v svesti si zapletenega položaja in omejenih možnosti, je rešil s svojim uravnoteženim nastopanjem in posredovanjem mnogo - zlasti mladih ljudi - mučenja in smrti. Za Veliko noč aprila 1974 je objavil poslanico, v kateri je med drugim v imenu čilskih škofov obsodil politično preganjanje in gospodarske ukrepe, ki so bremenili revne, ter pozval k pravičnejši gospodarski usmeritvi ter narodni spravi. Pozval je k obnovi demokracije, pomoči žrtvam političnega preganjanja pri iskanju zaposlitve in zagotavljanju pravne pomoči političnim zapornikom. Pinochetovo zatiranje Cerkve je primerjal s tistim, ki so ga zgodnji kristjani trpeli pod poganskimi rimskimi cesarji.
Ena ključnih osebnosti v knjigi je Jorge Mario Bergoglio, ki je bil 2013 izvoljen za papeža Frančiška in je bil takrat provincijal Družbe Jezusove. Verbitsky ga obtožuje sodelovanja z vojaško diktaturo in domnevne izdaje dveh svojih sobratov - Jaliča in Jorija, - ki sta delovala v najrevnejšem buenosaireškem barakarskem naselju, a ju je vojska med prvimi zajela, ugrabila in mučila skoraj skozi pol leta.
2005 je v zvezi s tem varuh človekovih pravic Parrilli vložil obtožnico zoper takratnega buenosaireškega nadškofa, ki je v času diktature bil predstojnik argentinskih jezuitov, češ da je bil vpleten v ugrabitev dveh svojih sobratov: Jaliča in Jorija;
primer se ni premaknil z mrtve točke. 2010 je argentinsko sodišče Bergoglia kot kardinala poklicalo kot pričo na javnem sojenju zaradi zločinov proti človečnosti storjenih v tajnem zaporu ESMA; tedaj je navedel, da se je ločeno srečal s članoma vojaške hunte – Jorgejem Videlom in Emilijem Masserom, da bi posredoval za pridržana duhovnika. Ko so njegovo ime omenjali kot morebitnega papeža, so njegove domnevne povezave z diktaturo ponovno izpostavili politiki blizki peronistični vladi Cristine Fernández (2007–2015), ki so ga označili za »vodja opozicije« in »sostorilca diktature«.
Argentinska škofovska konferenca - na čelu s poznejšim papežem Frančiškom, ki je bil takrat njen predsednik - je že ob svetoletnem jubileju 2000, verjetno po namigu Janeza Pavla II., prosila za odpuščanje in izrazila obžalovanje zaradi opustitev, češ da je premalo ščitila preganjane, kar bi lahko zmanjšalo izginotje več tisočev ljudi, od katerih so bili nekateri - tudi kleriki - mučeni in usmrčeni.

### Moški ali ženska?
Če bi bila ta sprava iskrena, bi se s svetoletnim jubilejem 2000 zadeva zaključila. Kljub temu pa je spor potekal še naprej vse do Bergoljeve izvolitve za papeža Frančiška in sicer glede nasprotujočih si stališč v zvezi z obtožbo, ujetjem in pregonom jezuitov Jaliča, Jorija in Durona. Za pojasnilo je treba dodati, da je Duron - ki se je navadno vozil s kolesom - bil tistega dne zaustavljen od policije, ki ga ni prepoznala in ki je že pretresala njihovo hišo v barakarskem naselju; na to pojasnilo se je obrnil ne gledajoč nazaj in srečno ušel prijetju in mučenju prav v tem revnem naselju.
Vsi trije so pozneje trdili, da so se podali na delo med najrevnejšimi z dovoljenjem svojega tako redovnega kot škofijskega predpostavljenega in da je dvema takratni provincijal ob menjavi oblasti odrekel pravico ostajanja v redu - Jaliču tega ni mogel zaradi njegovih večnih zaobljub - odvzel pa tudi pravico do maševanja, ter da jih je sam prijavil oblastem, češ da so zagovorniki osvobodilne teologije ter povezani - če ne vsi, pa vsaj eden od njih - s komunističnimi gverilci; nagovoril da je tudi druge škofe, da jih ne smejo sprejeti v svojo škofijo. Po drugi strani pa je Bergoljo zanikal, da bi jih prijavil z razlago, da so oni na svojo roko odšli delat med reveže ter da niso upoštevali njegovih navodil, ko jih je kot redovni predstojnik hotel premestiti odondod v provincijalno hišo. Glede tega obstajajo različne in nasprotujoče si izjave, ki dajejo vtis, ko da jih je Jalič - kakor tudi nemška jezuitska provinca - spreminjal pod neke vrste pritiskom. Nekje namreč on trdi, da je bil v zadevo vpleten njegov predstojnik; pozneje se glede njegove krivde ne opredeljuje; ob izvolitvi Bergolja za papeža pa je prišla na dan izjava, češ da jih ni prijavil in pustil na cedilu njihov predstojnik, ampak da jih je izdala neka njihova neimenovana sodelavka, torej ženska.
Po izgonu iz Argentine 1976 se je v poznejšem pogovoru z generalom Družbe Jezusove Jalič domnevno odločil uničiti vso dokumentacijo, ki se je nanašala na ovaduha, ki je izdal hunti njega in sojetnika Jorija - ki pa je do konca življenja glede tega obtoževal Bergolja; Jalič pa ga ni hotel nikoli in na noben način razkrinkati; v tem smislu lahko razumemo njegove različne izjave, ki se med seboj vedno ne ujemajo.
Zadeva se je dolgo vlekla še po domnevni spravi, ker jo je znova sprožil neodvisni argentinski varuh človekovih pravic. 15. marca 2013 je torej Jalič ob izvolitvi svojega nekdanjega predstojnika, ki je kot papež prevzel njegovo ime Franc, podal najprej izjavo, v kateri je preprosto opisal, kako sta se v svetem letu 2000 z Bergoljem kot buenosaireškim nadškofom ponovno srečala in somaševala ter dala lep zgled odpuščanja in sprave vsem, ki se znajdejo krivično prizadeti v podobnih okoliščinah in da on smatra s svoje strani zadevo za zaključeno. Neke vrste sprava je torej bila; če namreč ne bi bilo nobene zamere - razloga zanjo tokrat ni omenil, - tudi svetoletna sprava ne bi bila potrebna. Sledila pa je dokaj nenavadna izjava z dodatkom o sodelavki, ki je v prejšnjih objavah ni zaslediti:
| Nemški izvirnik | Angleški prevod | Slovenski prevod |
| --- | --- | --- |
| Ich bin mit den Geschehnissen versöhnt und betrachte sie meinerseits als abgeschlossen. Ich wünsche Papst Franziskus Gottes reichen Segen für sein Amt. Wie ich in meiner früheren Erklärung deutlich gemacht habe, sind wir wegen einer Katechetin verhaftet worden, die zuerst mit uns zusammenarbeitete und später in die Guerilla eintrat [aufgrund eines Übersetzungsfehlers wurde sie in der vorigen Erklärung als Mann bezeichnet]. | "I have been reconciled to the events and from my side consider them closed." "I hope God will bless Pope Francis abundantly in his duties" "As I made perfectly clear in my prior statement, we were arrested because of a female catechist, who had at first collaborated with us and then later joined the guerillas [whose identity, owing to a translation error, was characterized as male in the earlier statement]." | Z dogodki sem se sprijaznil in jih smatram – kar se mene tiče – za končane. Papežu Frančišku želim obilen Božji blagoslov za njegovo delo. Kot sem že v prejšnji izjavi jasno povedal, so nas aretirali zaradi katehistinje, ki je sprva sodelovala z nami, kasneje pa se je pridružila gverilcem [zaradi napake v prevodu je bila v prejšnji izjavi označena kot moški]. |

Drugo podobno sporočilo za javnost je izdala nemška jezuitska provinca teden dni pozneje, torej 20. marca 2013.
Vrh tega je papež Frančišek 5. oktobra 2013 v Vatikanu sprejel Jaliča, čigar ugrabitev med argentinsko diktaturo je sprožila obtožbe o domnevni sokrivdi takratnega argentinskega jezuitskega provincijala. To obtožbo je sam Jalič odločno zanikal, kakor tudi Nobelov nagrajenec za mir Adolfo Pérez Esquivel. Prav tako je bila pred kratkim (2013) objavljena knjiga "La lista de Bergoglio" ("Bergoljev seznam"), v kateri časnikar Nella Scava opisuje, kako je Bergoglio takrat dejansko zaščitil in pomagal pobegniti okoli 100 ljudem, ki jih je preganjala vojaška hunta.
Ne glede na te nasprotujoče si izjave obstajajo druga poročila in viri, ki nedvoumno navajajo, da je imel odločilno vlogo v tej zadevi moški, ki ga prepoznavajo kot njegovega in drugih jezuitov takratnega argentinskega predstojnika. Med drugimi sta se o zadevi razpisala zlasti časnikarja in zgodovinarja Henry Sire in Horacio Verbitsky.
Že v jubilejnem svetem letu 2000 je torej Jalics - ne glede na take ali drugačne okoliščine - iz srca odpustil svojemu takratnemu nadrejenemu, kasnejšemu papežu Frančišku, ki menda v času ugrabitve ni storil vsega, da bi razjasnil in osvobodil Franca Jálicsa in njegovega tovariša Yoria. Če bi namreč ne bil nič kriv, ne bi bilo razloga za poznejšo spravo in škofovsko obžalovanje v svetem letu 2000. Papež Frančišek je 2023 ob obisku Budimpešte o tem spregovoril tudi s svojimi jezuitskimi sobrati na Madžarskem: »Rad bi dodal, da so bile razmere v Argentini, ko je vojska ujela Jálicsa in Yorija, zmedene; sploh ni bilo jasno, kaj storiti. Storil sem, kar sem čutil, da moram storiti, da bi ju zaščitil. Bila je zelo boleča zadeva.«

### Duhovna suhota
Kot srednješolski učitelj je bil Jalič v Argentini preobremenjen z več službami; to ga je pahnilo v hudo potrtost.
Jalics je doživel globoko duhovno suhoto; med to preizkušnjo vere je imel vtis, da obstaja le vidni svet. V tem času se mu je brezverski pogled na svet zdel še najbolj pošten. Tri leta se je boril z mislijo, ali ni bilo morda njegovo versko življenje usodna napaka. Ko je nekoč opazil, da ni pravilno in pozorno poslušal sobrata, se je spraševal, ali je morda podoben tudi njegov odnos z Bogom. Po enem letu je duhovno krizo premagal. Prebral je namreč knjigo Odkritosrčne zgodbe ruskega romarja svojemu duhovnemu očetuo svetopisemskem stavku "Molite brez prestanka!" (1 Sol 5,17) in začel „Jezusovo molitev“. Pozneje je o tej duhovni zapuščenosti sam spregovoril:
"V zaporu sem predelal več bolečih preizkušenj svojega življenja. Pred tem me je napadala sicer blaga, vendar trajna otožnost, ki pa je minila ravno v času, ko sem v ujetništvu najbolj trpel zaradi različnih zlostavljanj. Stražarji kar niso mogli verjeti, da midva nisva obupovala niti kričala, ampak sva ponavljala Jezusovo ime in premišljevala."
Ko se je ugrabitev, ujetništvo in z njim združeno mučenje končalo, je blaga tesnoba, ki ga je trajno spremljala, za vedno izginila. Po njegovih besedah so »meseci ugrabitve in zapora ter bližina smrti, skupaj z nenehnim ponavljanjem imena Jezus, v meni povzročili globoko očiščenje«.

### Premišljevalne duhovne vaje
Na področju duhovnosti velja Jalič za enega največjih inovatorjev. Za vodenje duhovnih vaj se je usposabljal od mladosti naprej in iskal primerna dopolnila za sodobnega človeka tako v vzhodnem kot zahodnem krščanstvu; pri prvih mu je ugajala meniška Jezusova stalna molitev, pri drugih pa zlasti Ignacijanske duhovne vaje, ki se začenjajo z molitvijo po desetih Božjih zapovedih, da bi človeka Bog osvobodil grehov; nadaljujejo s premišljevanjem o svetem pismu s priporočanjem posameznim svetopisemskim osebam; končajo pa se s postavitvijo v Božjo pričujočnost, ko se človek pogovarja z Bogom kot z dobrim prijateljem.
Zanimala ga je tudi indijska duhovnost. V svoji mladosti se je ob obiskih Indije srečeval s krščanskim mistikom, benediktinskim menihom francoskega porekla Henrijem Le Sauxom, ki je bil v Indiji znan pod imenom Abišiktananda in se je med drugim navdihoval tudi pri učitelju duhovnosti Ramanu Maharšiju (1879-1950). Tu se je Jalič izpopolnjeval v uvajanju v samostojno mišljenje in kontemplativno molitev v duhu hindujsko-krščanskega pogovora. Abišiktananda mu je vrnil obisk prišedši v Evropo
Ko so ga konec 1976 izpustili iz ujetništva po petih mesecih mučenja in ga izgnali iz Argentine, se je najprej povezal s svojo družino ter jim obljubil, da jih bo obiskal v ameriškem Clevelandu; tam je stanoval pri svoji sestri Mariji, saj se je cela družina morala izseliti z Madžarskega v Ameriko že po Drugi svetovni vojni pred komunističnim zasledovanjem, ki je njihovega očeta stalo življenje; nekaj mesecev je stanoval tudi v Kanadi med madžarskimi jezuiti.
1978 ga pa že najdemo v Griesu v Zahodni Nemčiji, kjer je vodil premišljevalne duhovne vaje. Razvil je svoj izvirni način krščanske meditacije, kjer je združil prvine zahodnih ignacijanskih duhovnih vaj z vzhodno Jezusovo molitvijo z indijsko duhovnostjo. Na Jaličev način vodijo duhovne vaje dandanes po Nemčiji, Švici, Avstriji, Madžarskem in v romunskem Sedmograškem v trinajstih hišah za duhovne vaje, kakor tudi v Sloveniji in še drugod po svetu.
Do leta 2004 je bil ravnatelj središča za duhovnost »Haus Gries«, ki ga je sam ustanovil v Wilhelmsthalu v Zgornji Frankovski na Bavarskem.

## Smrt, pogreb in ocena

### Smrt in zadnje slovo
Leta 2017 se je vrnil v Budimpešto in zadnja leta v miru in notranjem veselju preživljal v budimskem katoliškem Domu za onemogle „Edith Farkas“.
Ko je zbolel za covidom-19, so ga odpeljali v bolnico, od koder pa se je hudo bolan kmalu vrnil v "svoj" Dom ljubezni (Szeretetotthon), "kjer je bil res obkrožen z vso ljubeznijo". Tam je 13. februarja 2021 umrl star 93 let zaradi zapletov, ki so nastali v zvezi s korono.
Maša zadušnica in pogreb sta bila sicer načrtovana in napovedana za 8. aprila 2021 v jezuitski cerkvi Srca Jezusovega v Budimpešti.
V resnici pa so bili pogrebni obredi prestavljeni in prišli na vrsto šele štiri mesce pozneje. Sobratje in sorodniki, prijatelji in občudovalci so se – prav zaradi strogih ukrepov proti koroni – zbrali 12. junija 2021 v cerkvi Presvetega Srca Jezusovega v Budimpešti in se z mašo zadušnico poslovili od priljubljenega sobrata in duhovnika Franca Jaliča. Glavni maševalec je bil  provincijal madžarske jezuitske province Elemér Vízi, somaševala pa sta provincijal Srednjeevropske province (ECE) Bernhard Bürgler in ravnatelj domače skupnosti Árpád Horváth.
Po maši je sledil pogreb: njegovo žaro so položili k počitku v kripti te cerkve, da bo počival vsaj po smrti skupaj s svojimi madžarskimi sobrati, od katerih je bil ločen zaradi vsestranskega apostolata, ki ga je opravljal skoraj po vseh celinah - takorekoč celo življenje.

### Ocena
Španski duhovnik Pablo d'Ors verjame, da je Jalič eden največjih duhovnih mojstrov v vsej zgodovini.
Pri Jaliču nahajamo stične točke z drugimi učitelji duhovnosti kot na primer z benediktincem Johnom Mainom ali cistercijanom Thomasom Mertonom, ki je sledil premišljevalnim izročilom z Daljnega vzhoda. Jalič pa je ustvaril izviren način na podlagi pomembnih dogodkov v lastnem življenju in jih osvetlil s krščanskim duhovnim izročilom Zahoda, Vzhoda in indijske duhovnosti. Na ta način je postal „eden najzanimivejših in najpomembnejših mojstrov krščanske meditacije 20. stoletja“, kar dokazuje tudi njegovo priznanje za duhovnega učitelja – ob Charlesu de Foucauldu – s strani španskega duhovnega združenja Amigos del Desierto.
Tisti, ki so ga videli v poznejših letih, pravijo, da je njegov obraz izžareval edinstveno luč sreče in svetosti.

## Vobčilih

### Film
Britansko-ameriško-italijansko-argentinski film iz leta 2019 Dva papeža - besedilo je napisal Anthony McCarten - a v režiji Fernanda Meirellesa. V filmu je prikazano srečanje med papežem Benediktom XVI. in njegovim naslednikom Frančiškom, ki ju muči enako vprašanje: oba želita dati odpoved: kardinal Bergoglio zaradi premajhne podpore žrtvam vojaške hunte v Umazani vojni, papež Benedikt pa zaradi zdravstvenih težav in starosti. Med drugim film prikazuje različne vidike življenja Jorgeja Bergolja, v katerem Jalicsa igra Lisandro Fiks. Jalics je obširno prikazan skozi ključne trenutke Bergoljevega duhovnega življenja: od trenutka, ko vstopi v semenišče, do kasnejšega prizora, kjer Bergoglio poskuša prepričati jezuite, med njimi tudi Jalicsa, da naj prenehajo delo z revnimi. Film namiguje, da ga je Bergoglio vendarle spravil v težek položaj, čeprav ga ni neposredno naznanil; odtegnil je namreč podporo Cerkve Jaličevemu in Jorijevemu poslanstvu, kar je posredno privedlo do njunega prijetja, zapora in mučenja. Proti koncu je prikazan prizor sprave med Bergoljem in Jaličem med somaševanjem v svetem letu 2000. Če ne bi bilo nobene krivde z Bergoljeve strani, ne bi bila potrebna niti sprava.

### Njegove knjige
(angleško)
- Contemplative Retreat. An introduction to the contemplative way to life and to the Jesus prayer (translated by Lucia Wiedenhöver), Longwood: Xulon Press, 2003, ISBN 1-594671-56-7.
- Called to Share in His Life: Introduction to a Contemplative Way of Life and the Jesus Prayer (a Retreat), Mumbai: St Pauls, 2010, ISBN 81-7109-398-1
- The Contemplative Way. Quietly savoring God's presence (translated by Matthias Altrichter), New York: Paulist Press, 2011, ISBN 978-0-809-14722-9.

(nemško)
- Lernen wir beten: Eine Anleitung, mit Gott ins Gespräch zu kommen, München: Pfeiffer, 1981 ISBN 978-3-7904-0353-4.
- Kontemplative Exerzitien, Würzburg: Echter, 1994, ISBN 978-3-429-01576-3.
- Der kontemplative Weg, Würzburg: Echter, 2006, ISBN 978-3-429-02767-4.
- Miteinander im Glauben wachsen: Anleitung zum geistlichen Begleitgespräch. Aus dem Spanischen von Isabella Jalics, Würzburg: Echter, 2008, ISBN 978-3-429-02988-3.
- Die geistliche Begleitung im Evangelium, Würzburg: Echter, 2012, ISBN 978-3-429-03482-5.

(špansko)
- Aprendiendo a Orar, San Pablo 1984, ISBN 9788428510097.
- Ejercicios de contemplación. Introducción a la vida contemplativa y a la invocación de Jesús, Ediciones Sígueme 1998, ISBN 9788430113309.
- Cambios en la fe, San Pablo 2007, ISBN 9789508613134.
- El camino de la contemplación, Paulinas 2010, ISBN 9500915766.
- Jesús, maestro de meditación: el acompañamiento espiritual en el evangelio, PPC 2015, ISBN 9788428827935.
- La fase contemplativa de los Ejercicios ignacianos, Cristianisme i Justícia (Fundació Lluís Espinal) 2018, ISBN 978-8497304108.